# Tandon Doss
Tandon Mic Doss (Indianapolis, 22 settembre 1989) è un giocatore di football americano statunitense che gioca nel ruolo di wide receiver per i Jacksonville Jaguars della National Football League (NFL). Fu scelto nel corso del quarto giro (123º assoluto) del Draft NFL 2011 dai Baltimore Ravens. Al college ha giocato a football all’Università dell'Indiana.

## Carriera professionistica

### Baltimore Ravens
Doss fu scelto nel corso del quarto giro del Draft 2011 dai Baltimore Ravens. Nella sua stagione da rookie disputò 6 partite, nessuna delle quali come titolare, senza riuscire a ricevere alcun passaggio.
Dopo l'infortunio di Jacoby Jones nella settimana 2 della stagione 2013, a Doss nel turno successivo fu affidato il ruolo di kick returner e questi rispose segnando un touchdown su un ritorno di punt da 82 yard contro gli Houston Texans.

### Jacksonville Jaguars
Il 18 marzo 2014, Doss firmò un contratto biennale con i Jacksonville Jaguars.

## Palmarès
- Super Bowl : 1

Baltimore Ravens: Super Bowl XLVII
- American Football Conference Championship: 1

Baltimore Ravens: 2012

## Statistiche
| Partite totali         | 35  |
| Partite da titolare    | 2   |
| Ricezioni              | 26  |
| Yard su ricezione      | 428 |
| Touchdown su ricezione | 1   |

Statistiche aggiornate alla stagione 2013